# Sandefjord Arena
Sandefjord Arena – stadion piłkarski w Sandefjord, w Norwegii. Został otwarty 21 lipca 2007 roku. Może pomieścić 6600 widzów. Swoje spotkania rozgrywają na nim piłkarze klubu Sandefjord Fotball, którzy przed otwarciem nowej areny występowali na Storstadion.
Otwarcie stadionu miało miejsce 21 lipca 2007 roku. Na inaugurację gospodarze pokonali w meczu Tippeligaen zespół Lyn 3:1.
Od momentu otwarcia stadion nosił nazwę pochodzącą od sponsora (Komplett.no Arena, później zmienioną na Komplett Arena). Od początku 2020 roku, po zakończeniu współpracy ze sponsorem, stadion nazywa się Sandefjord Arena.